# Hotondo Crazy
Hotondo Crazy é o terceiro single da carreira solo de Hironobu Kageyama. Foi lançado em 25 de agosto de 1982 pela Climax Records e possui duas faixas, a homônima e "Bronze Sugar".

## Produção
Esse foi o terceiro single de Kageyama em sua carreira solo após o fim da sua banda LAZY (que se reuniria em 1998).
"Bronze Sugar" foi produzida inspirada no estilo dos Rolling Stones.
Apesar de ter sido lançado poucos meses antes do segundo álbum de Kageyama, First at Last, e ter a mesma estética visual da capa, nenhuma das duas faixas está no álbum. Aliás, elas só foram fazer parte de um álbum na coletânea Golden☆Best, de 2004, que celebra os primeiros anos da carreira do cantor.
A letra de ambas as músicas ficou por conta de Machiko Ryu, que tem uma longa carreira como compositora para músicas de animes. Sua canção mais conhecida no Brasil é a primeira abertura de Os Cavaleiros do Zodíaco, "Pegasus Fantasy".
Já a composição delas ficou com Kenji Sawada, da banda The Tigers, que também tem um carreira de bastante sucesso.

## Legado
Em 2015, em seu blog, Kageyama fez um show acústico na loja Shock-On, em Kawaguchi, dizendo que é a loja que mais respeita sua carreira, e destacando que eles têm capas de seus álbuns e singles na parede, chamando a atenção para a capa deste single.

## Recepção
Sobre "Hotondo Crazy", o site Shiosairec disse que "é uma canção no estilo new wave com uma guitarra pesada e meio punk cortando a entrada." Ele destaca os compositores pela pegada da música. Já sobre "Bronze Sugar", diz que é uma "canção no estilo rock and roll que remete ao início dos Rolling Stones, destacando o quanto o compositor ama os Stones. O solo de saxofone no estilo Bobby Keys vai fazer você chorar."

## Faixas
| Lado A         |                 |                |                |                |         |  |
| N.º            | Título          | Letras         | Música         | Arranjo        | Duração |  |
| 1.             | "Hotondo Crazy" | Machiko Ryu    | Kenji Sawada   | Kimio Mizutani | 4:05    |  |
| Duração total: | Duração total:  | Duração total: | Duração total: | Duração total: | 4:05    |  |

| Lado B         |                |                |                |                |         |  |
| N.º            | Título         | Letras         | Música         | Arranjo        | Duração |  |
| 1.             | "Bronze Sugar" | M. Ryu         | K. Sawada      | K. Mizutani    | 3:50    |  |
| Duração total: | Duração total: | Duração total: | Duração total: | Duração total: | 3:50    |  |